# Robert Mulick
Robert Mulick (Toronto, 23 ottobre 1979) è un ex hockeista su ghiaccio canadese naturalizzato italiano.
In carriera vanta presenze in American Hockey League e nella Serie A.

## Carriera
Robert Mulick iniziò la sua carriera nel 1995 con la squadra di Ontario Hockey League dei Sault Ste. Marie Greyhounds, con i quali disputò quattro stagioni, totalizzando 38 punti in 260 incontri disputati. Nel 1998 fu selezionato al draft NHL dai San Jose Sharks come 182ª scelta.
Alla conclusione della carriera giovanile Mulick passò nella formazione affiliata agli Sharks in American Hockey League, i Kentucky Thoroughblades, con cui giocò 134 partite nel corso di due stagioni. Dal 2001 al 2004 invece passò ai Cleveland Barons, altra compagine di AHL, con i quali raccolse 8 punti in 150 partite.
Alla conclusione della stagione Mulick decise di trasferirsi in Italia, presso l'HC Bolzano, squadra con cui vinse la Supercoppa italiana del 2004.
Dopo una sola stagione, nella quale raccolse 9 punti in 46 partite disputate, Mulick passò alla Sportivi Ghiaccio Cortina. Con la maglia dei veneti conquistò il suo primo scudetto nel corso della stagione 2006-2007. Nel 2009 annunciò il ritiro dall'attività agonistica.

## Palmarès

### Club
- Campionato italiano: 1

Cortina: 2006-2007
- Supercoppa italiana: 1

Bolzano: 2004